# Arase
Arase (em armênio: Արած; romaniz.: Arac) ou região de Arasoi (Արածոյ Կողմն, Aracoy kołmn), segundo a Geografia de Ananias de Siracena (século VII), foi um gavar (cantão) da província de Airarate, no Reino da Armênia.  Compreendia uma área de 250 quilômetros quadrados nos sopés das montanhas de Siunique a sudoeste do rio Urque junto à margem direita do rio Arfaneal (Arpa Oriental). Possivelmente pertencia a uma das famílias nobres armênias (nacarares), que também deviam ser proprietários dos distritos adjacentes de Ursazor e da planície de Xarur. Em 591, com a concessão de vastas porções da Armênia ao imperador Maurício (r. 582–602) pelo xainxá Cosroes II (r. 590–628), boa parte de Airarate foi incorporado na recém-fundada província da Armênia Inferior, mas Arase continuou sob controle sassânida.